# Musée archéologique de Thèbes
Le musée archéologique de Thèbes (grec moderne : Αρχαιολογικό Μουσείο Θηβών / Archeoloyikó Mousío Thivón) est un important musée archéologique grec situé à Thèbes (dème des Thébains), qui conserve et présente les produits des fouilles archéologiques effectuées en Béotie, couvrant toutes les périodes du Paléolithique à l'époque post-byzantine. Il est aussi le siège du bureau des antiquités de Béotie, basé à Thèbes.

## Historique
Le premier bâtiment a été construit en plusieurs phases de 1905 à 1912. En 1962, l'ancien a été remplacé par un nouveau, plus grand. D'importants travaux d'agrandissement et de révision de la muséographie ont été conduits à partir de 2007. Les espaces d'exposition intérieurs sont notamment passés de 613 m2 à près de 1 000 m2. L'inauguration du nouveau bâtiment et de ses collections renouvelées a eu lieu le 7 juin 2016 en présence du président de la République Prokópis Pavlópoulos.
Dans la cour du musée se trouve une tour médiévale, supposée faire partie du palais franc construit par Nicolas II de Saint-Omer, seigneur de Thèbes au XIIIe siècle.

## Collections
Le musée se compose de quatre grandes salles d'exposition. Les expositions vont de la Préhistoire à l'époque byzantine. D'un intérêt particulier sont trois kouroi, des stèles funéraires peintes de Thèbes et Tanagra, trouvées dans le sanctuaire d'Apollon à Ptoion, ainsi que des découvertes des dernières fouilles du palais, parmi lesquelles des tablettes en linéaire B et 42 sceaux cylindriques principalement mésopotamiens et chypriotes du XVe-XIIIe siècle av. J.-C., faits en grande partie de lapis-lazuli.

### Époque mycénienne

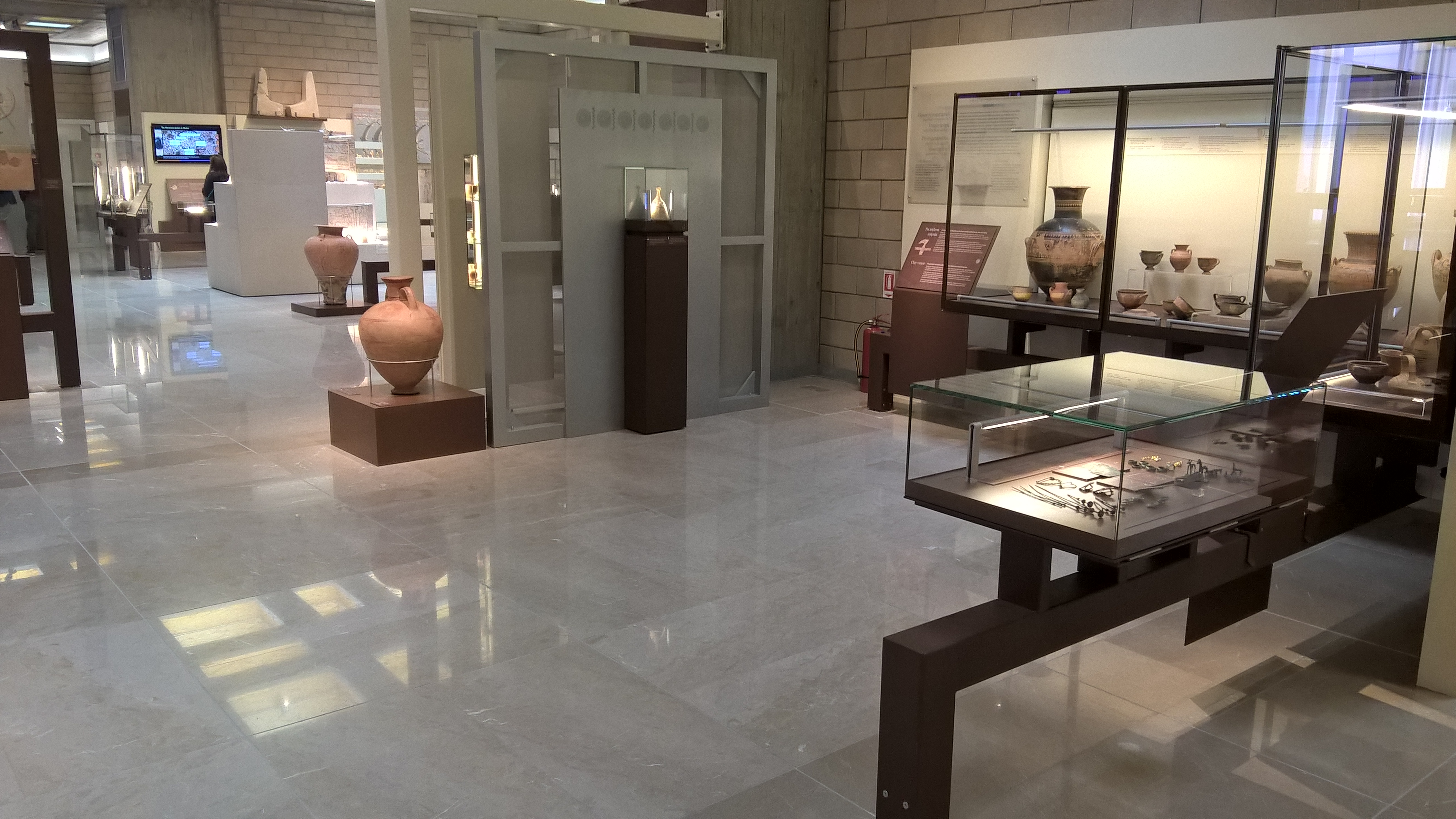
Salles du musée.
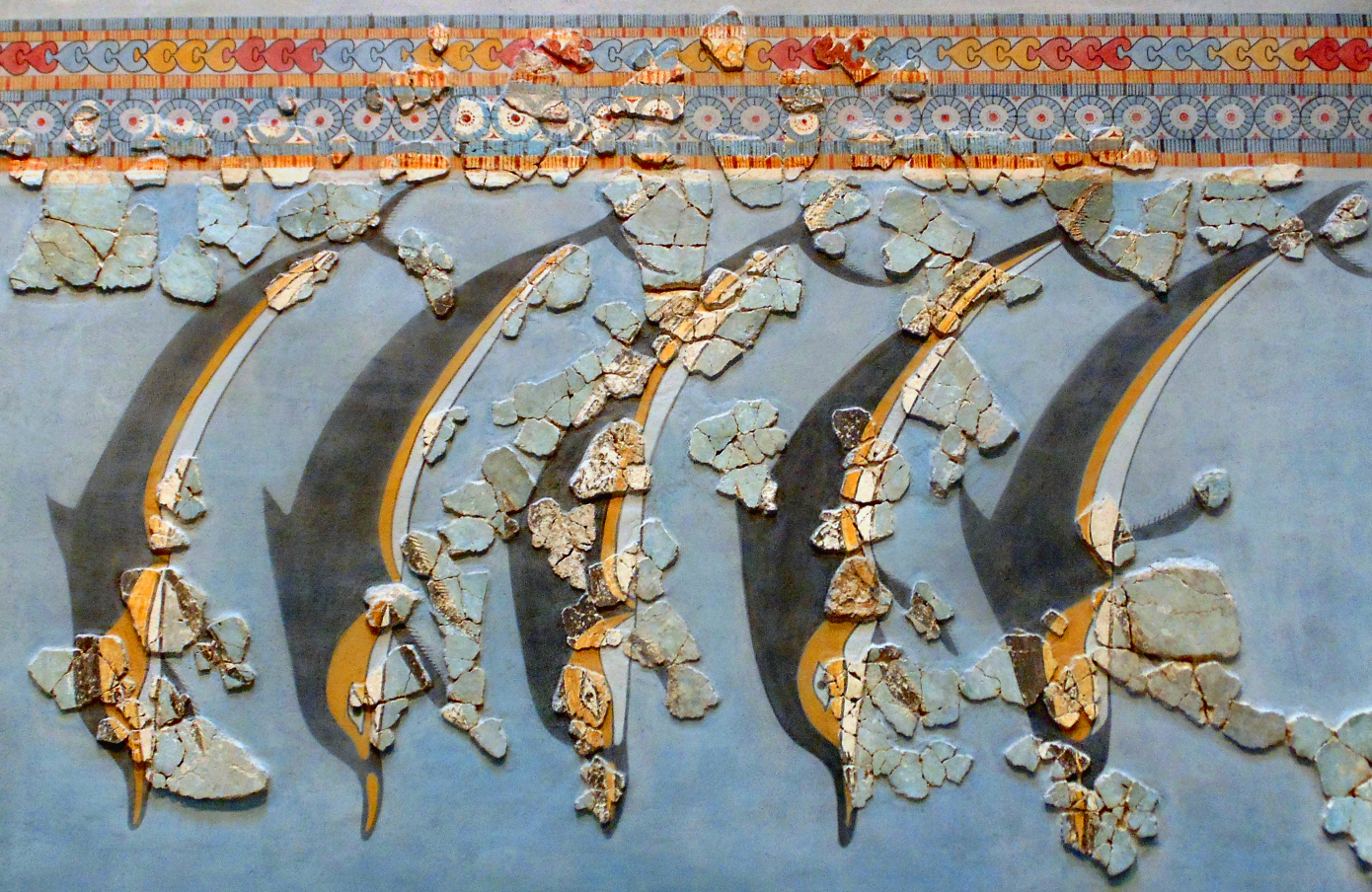
Fresque des dauphins (de), provenant de la forteresse de Gla. Vers -1220.
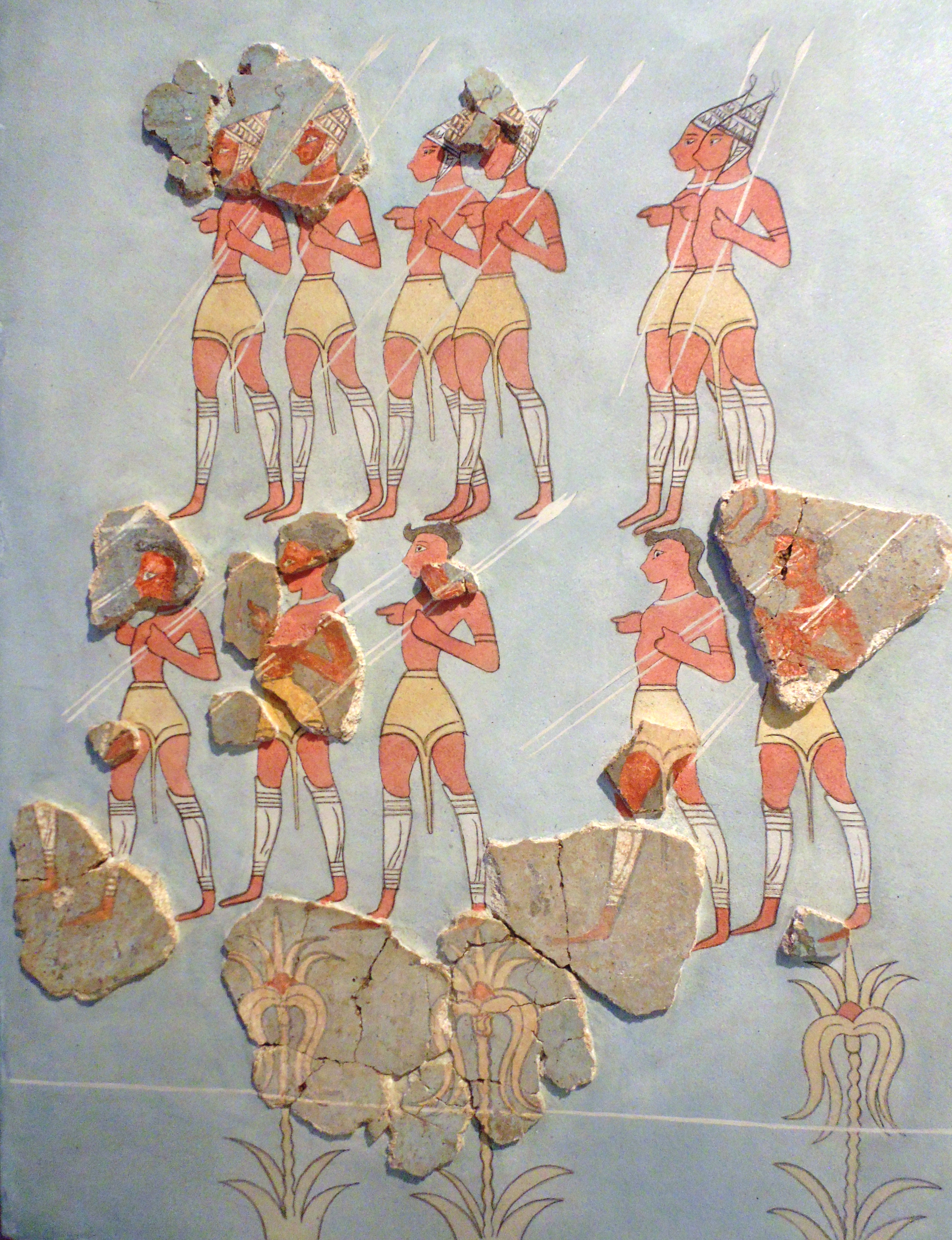
Fresque reconstituée d'une chasse au sanglier. Orchomène, XIIIe siècle av. J.-C.[7].
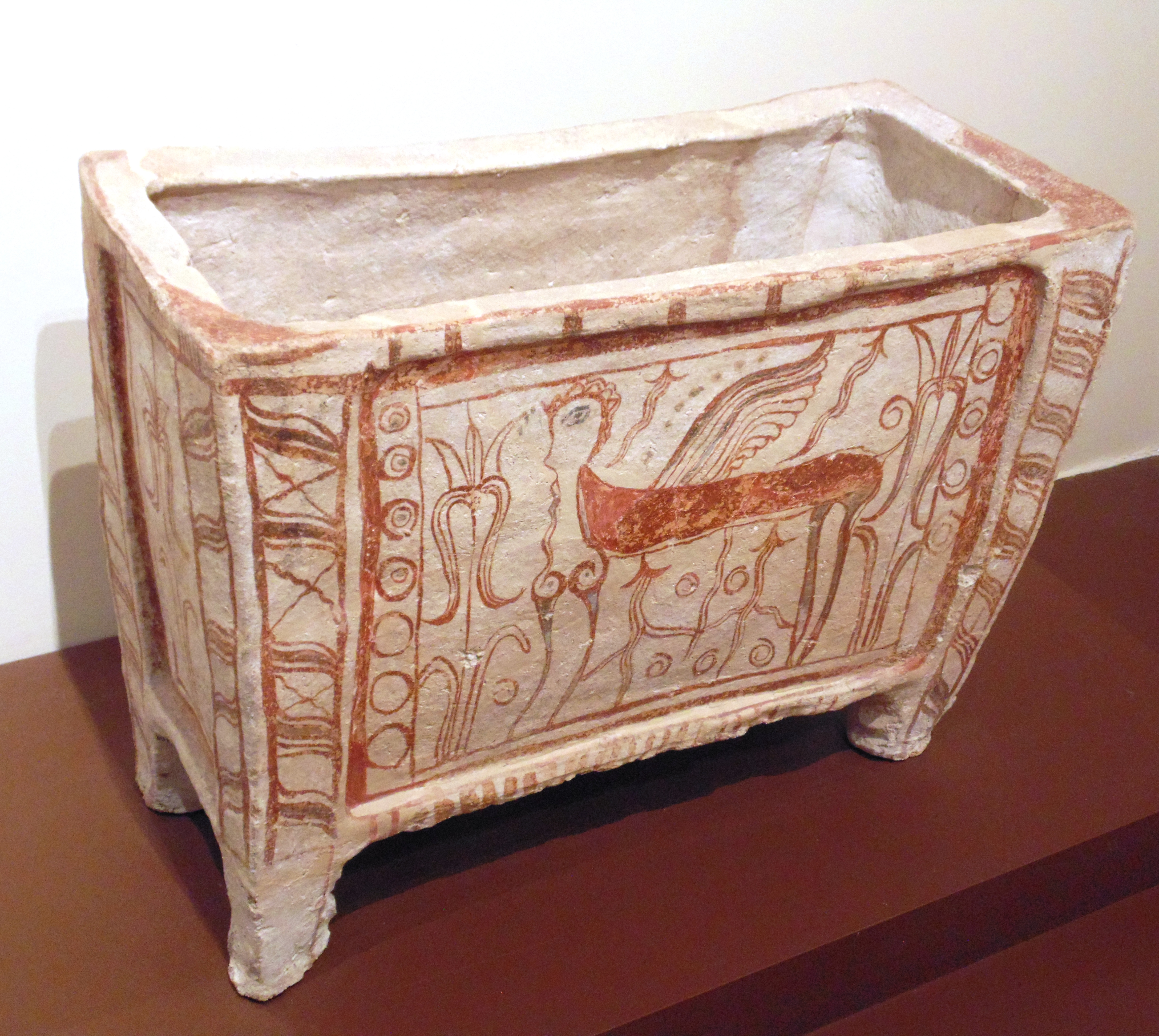
Larnax mycénien réprésentant une sphinge. Tanagra, XIIIe siècle av. J.-C.[8].
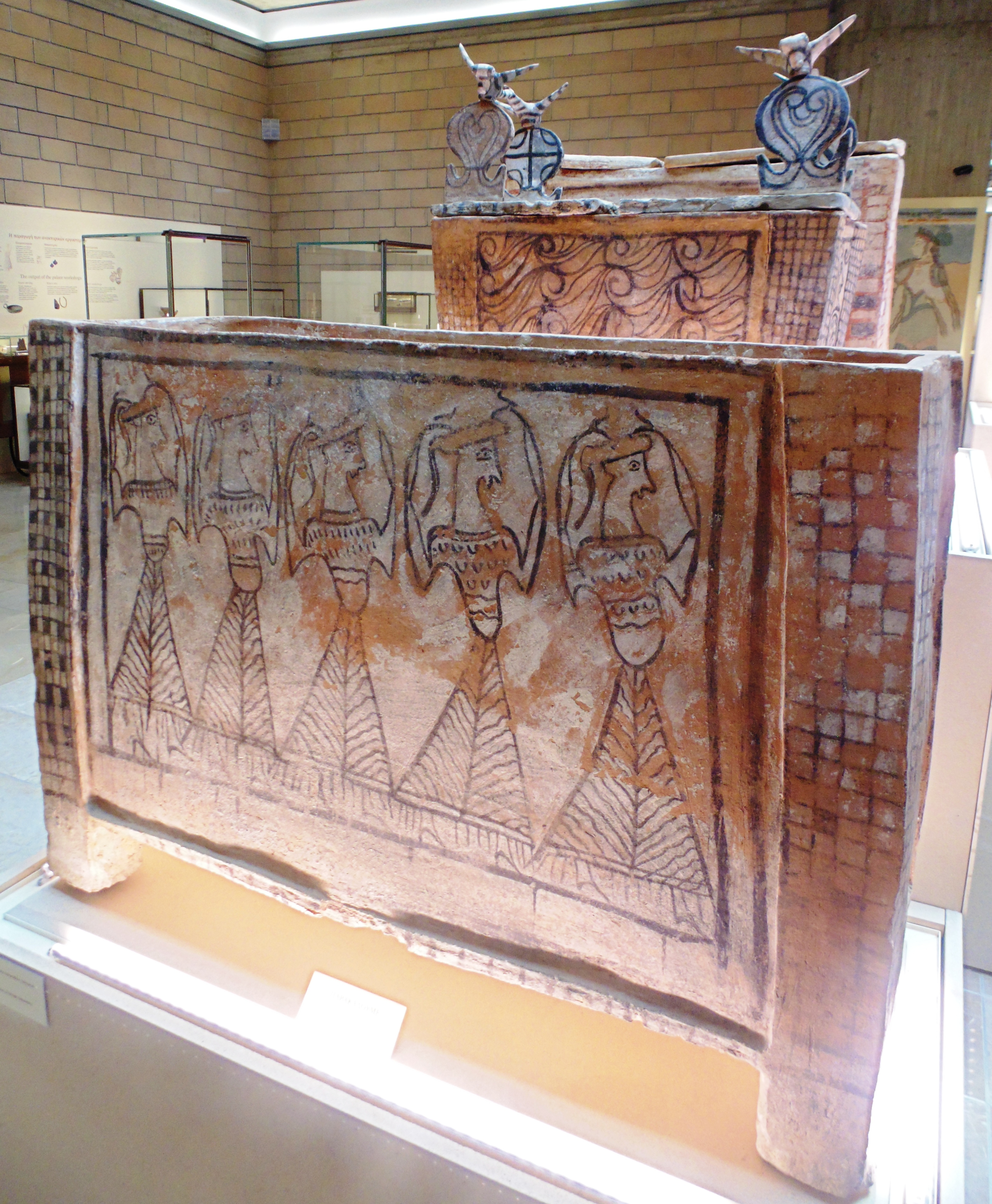
Larnax mycénien représentant des pleureuses. Tanagra, XIIIe siècle av. J.-C.[9].

### Époques archaïque et classique

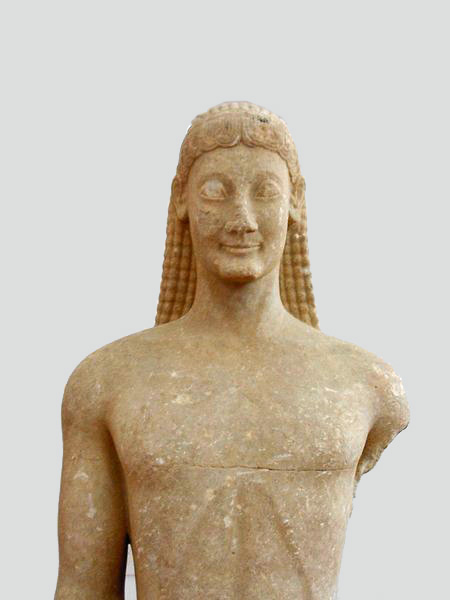
Kouros archaïque. Ptoion, milieu du VIe siècle av. J.-C.[10].
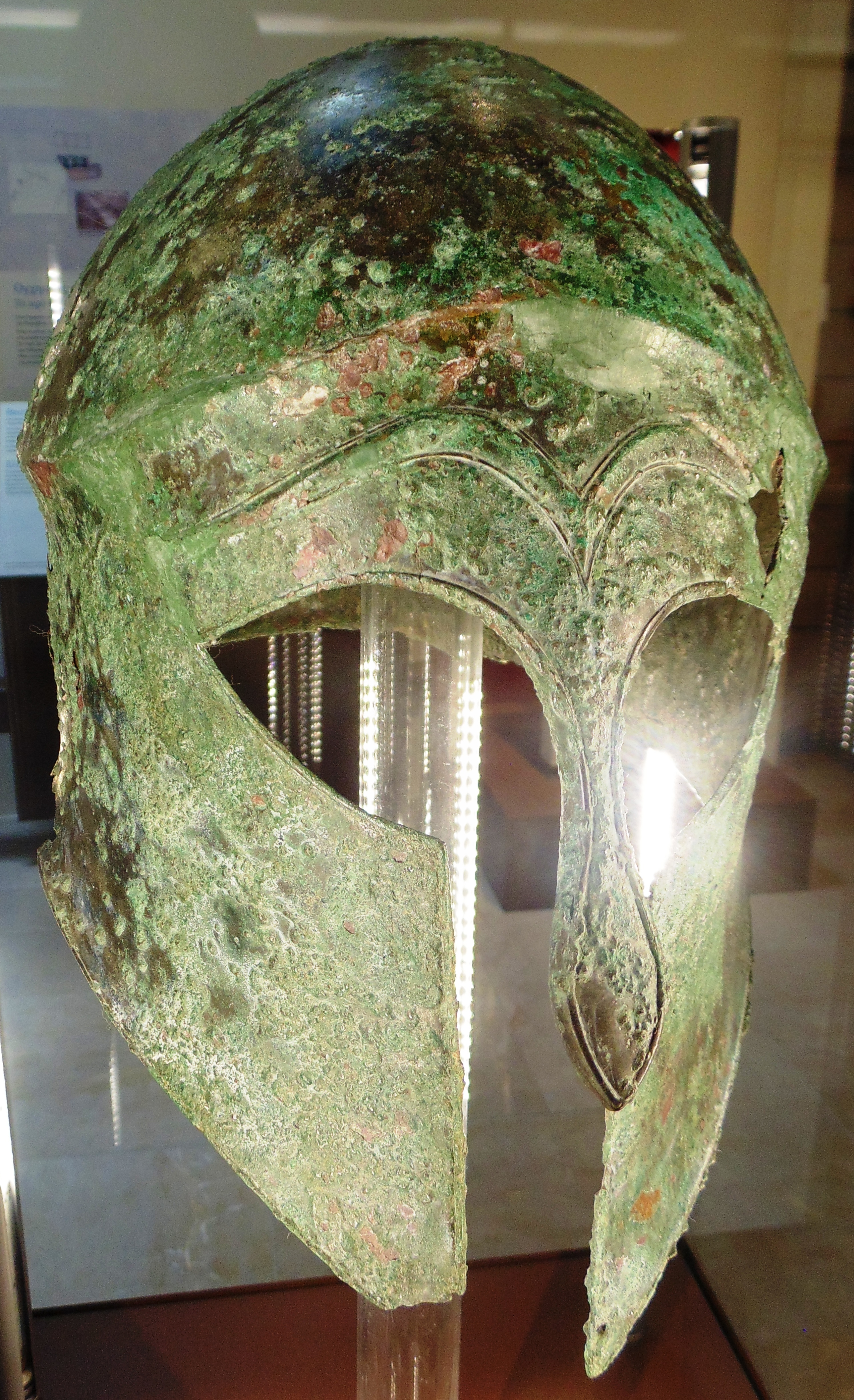
Casque en bronze.
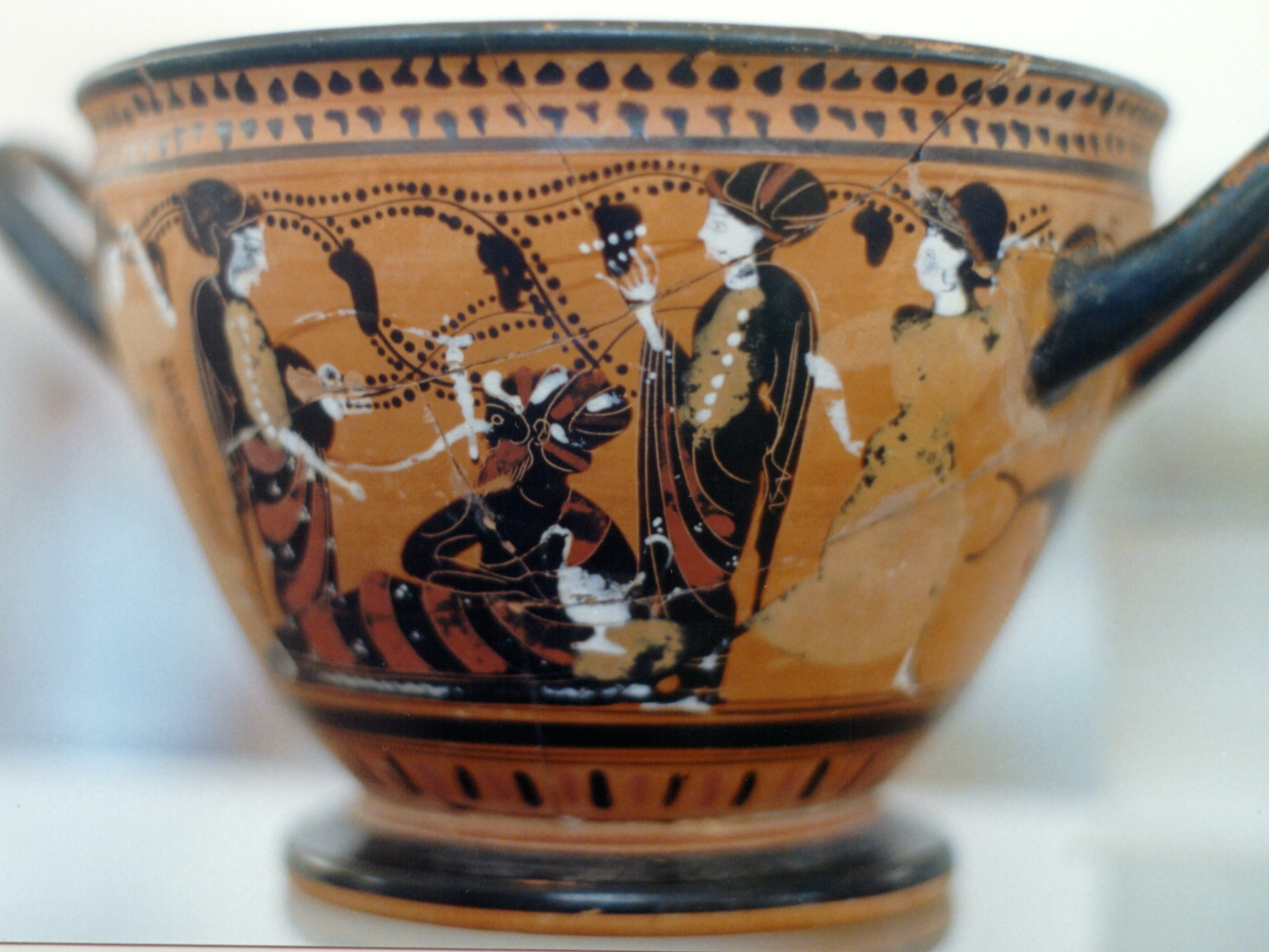
Skyphos à figures noires. Dionysos en turban parmi des musiciennes. Ritsóna, vers -490-/-480[11].
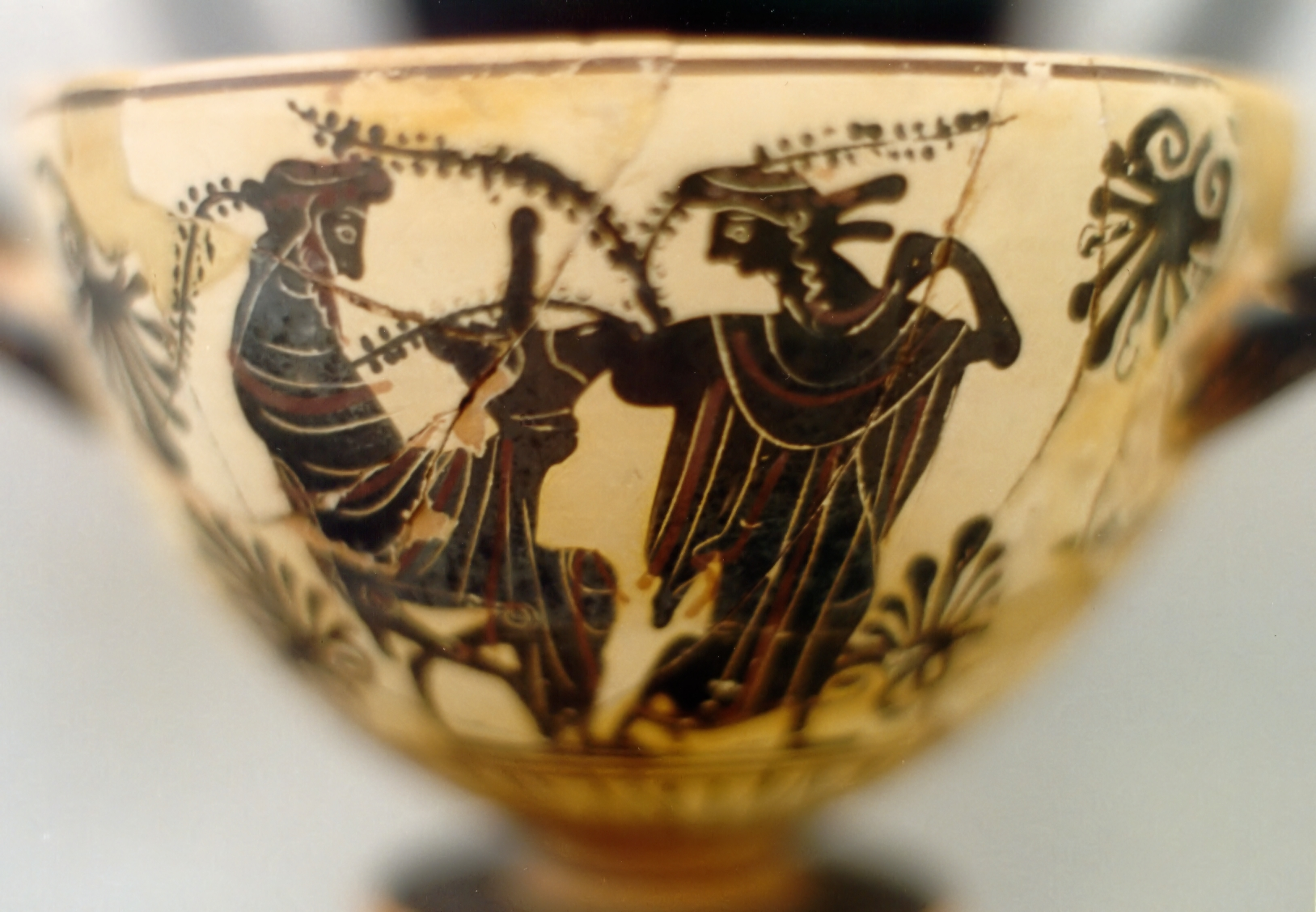
Skyphos à figures noires. Dionysos et une ménade. Dionysos tient une coupe phallique. Ritsóna, tombe 18, vers -500.
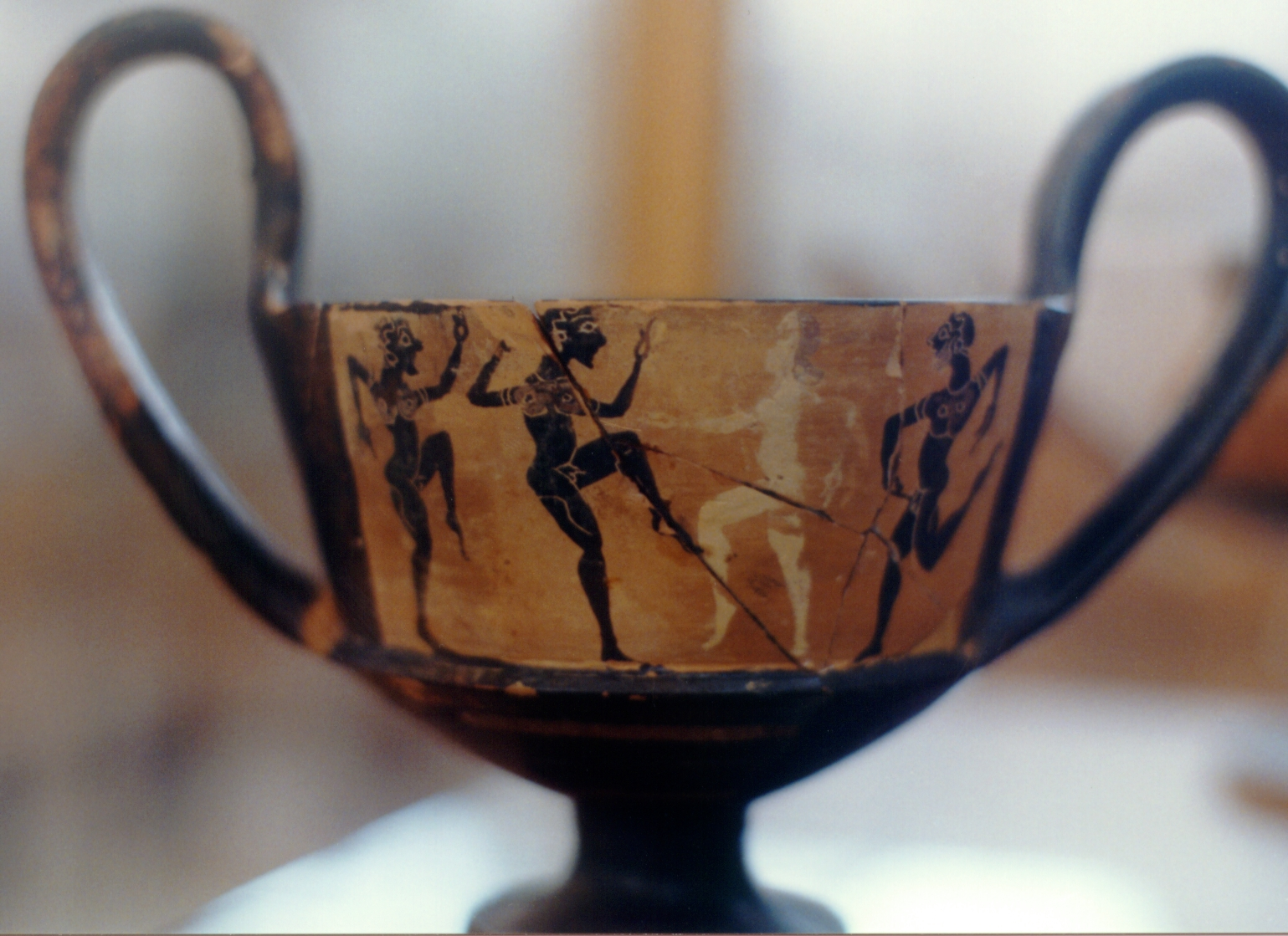
Canthare à figures noires avec une scène de danse d'hommes et de femmes.
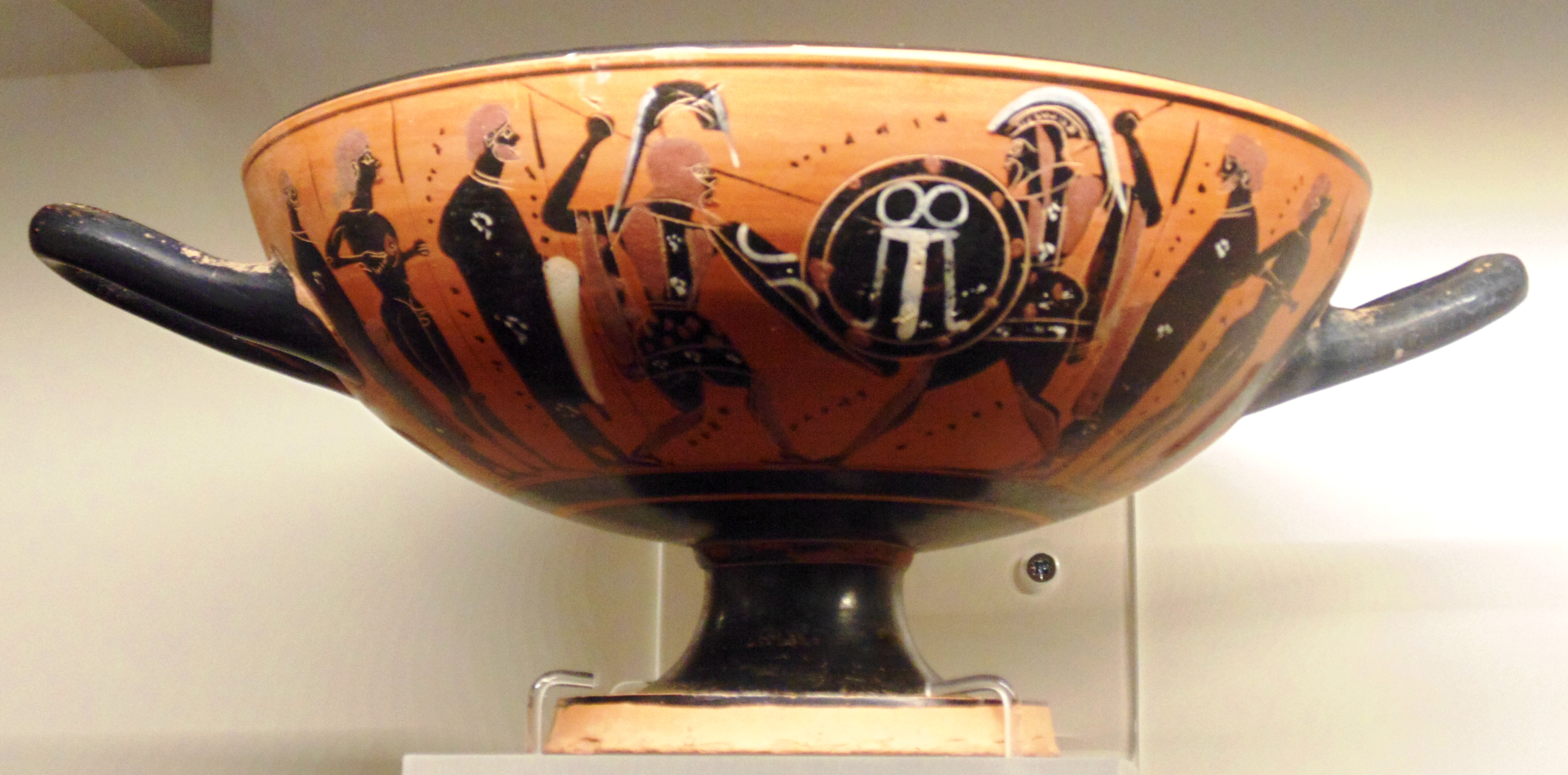
Coupe à figures noires.
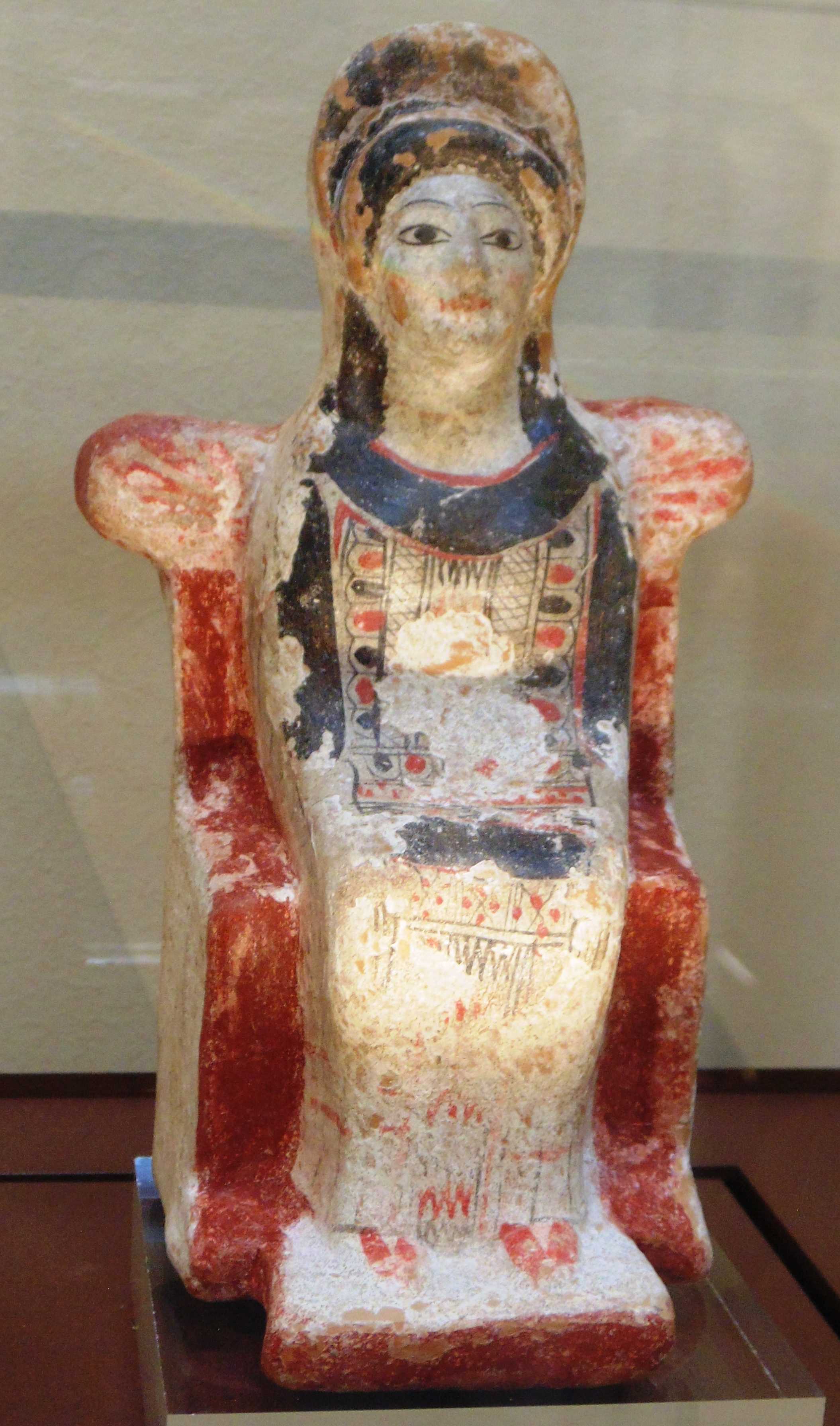
Figure féminine en terre cuite. Akréfnio, début du Ve siècle av. J.-C.[12].
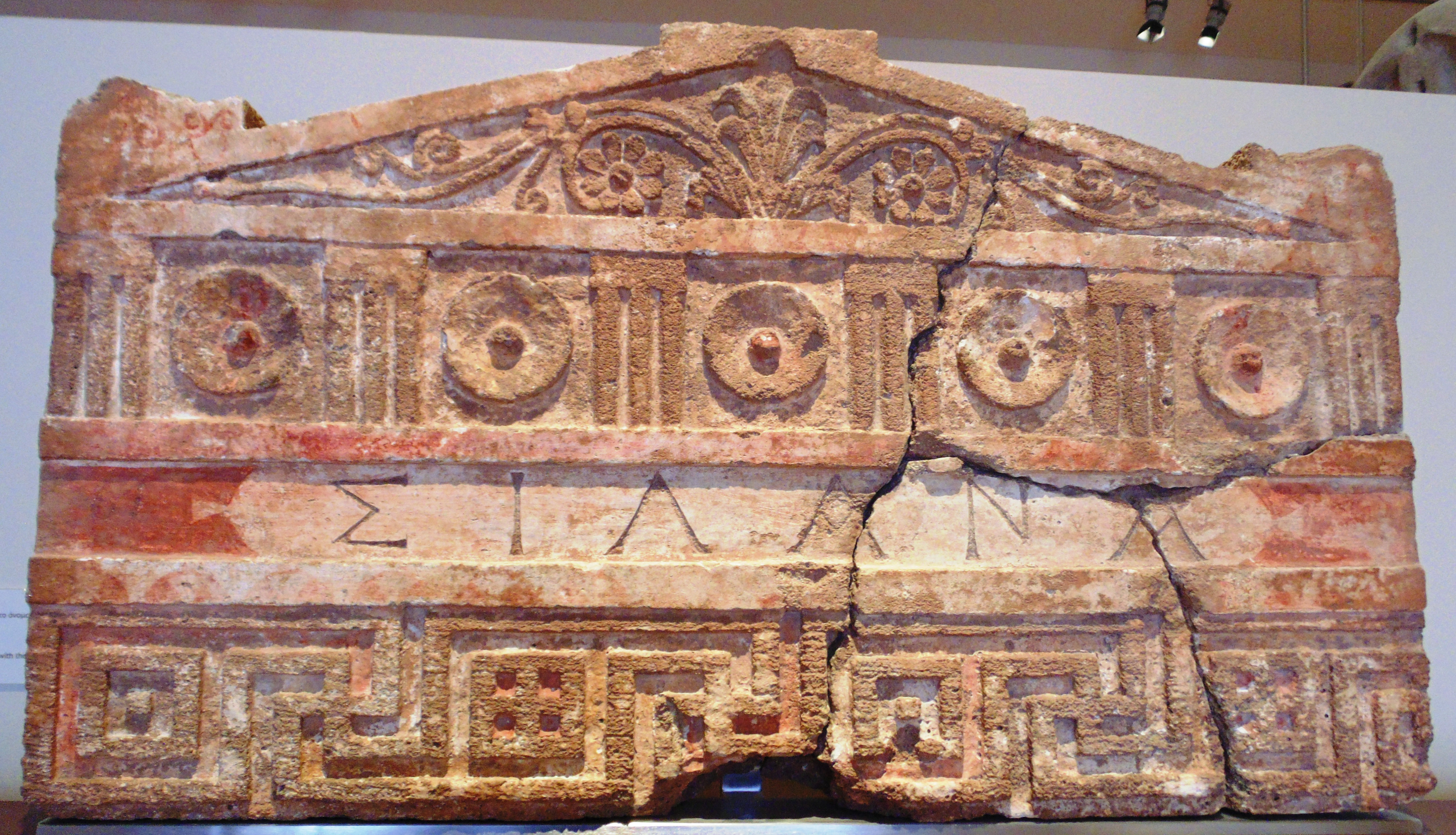
Stèle funéraire. Inscription "Silana". Thèbes, IIIe-IIe siècle av. J.-C.[13].

### Époques romaine et byzantine

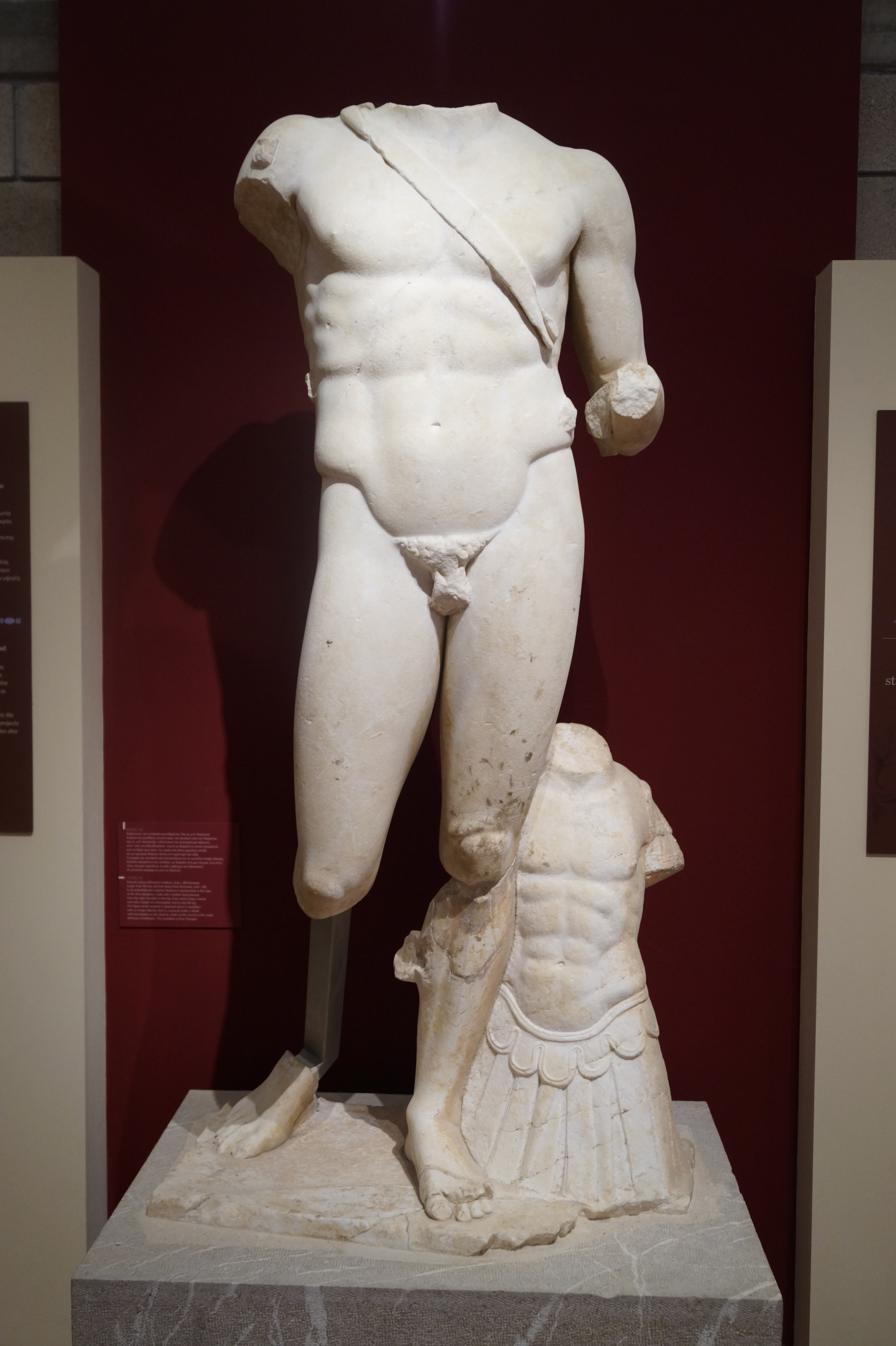
Statue de l'empereur Hadrien dans le style de l'Arès Borghèse. Coronée, IIe siècle av. J.-C.[14].
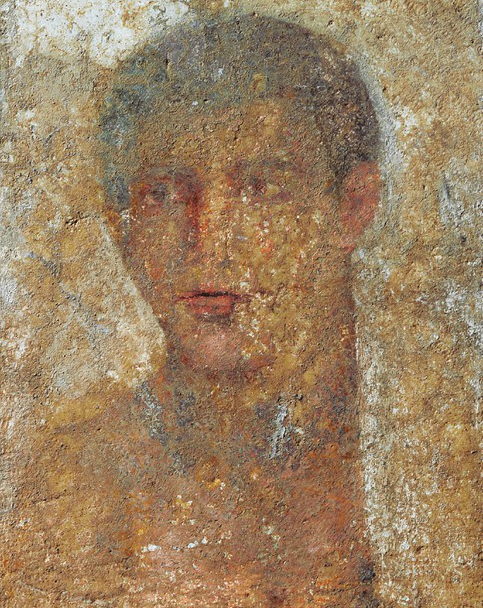
Peinture à l'encaustique sur pierre tombale en marbre. Portrait d'un jeune homme nommé Théodoros. Ier siècle av. J.-C.[15].
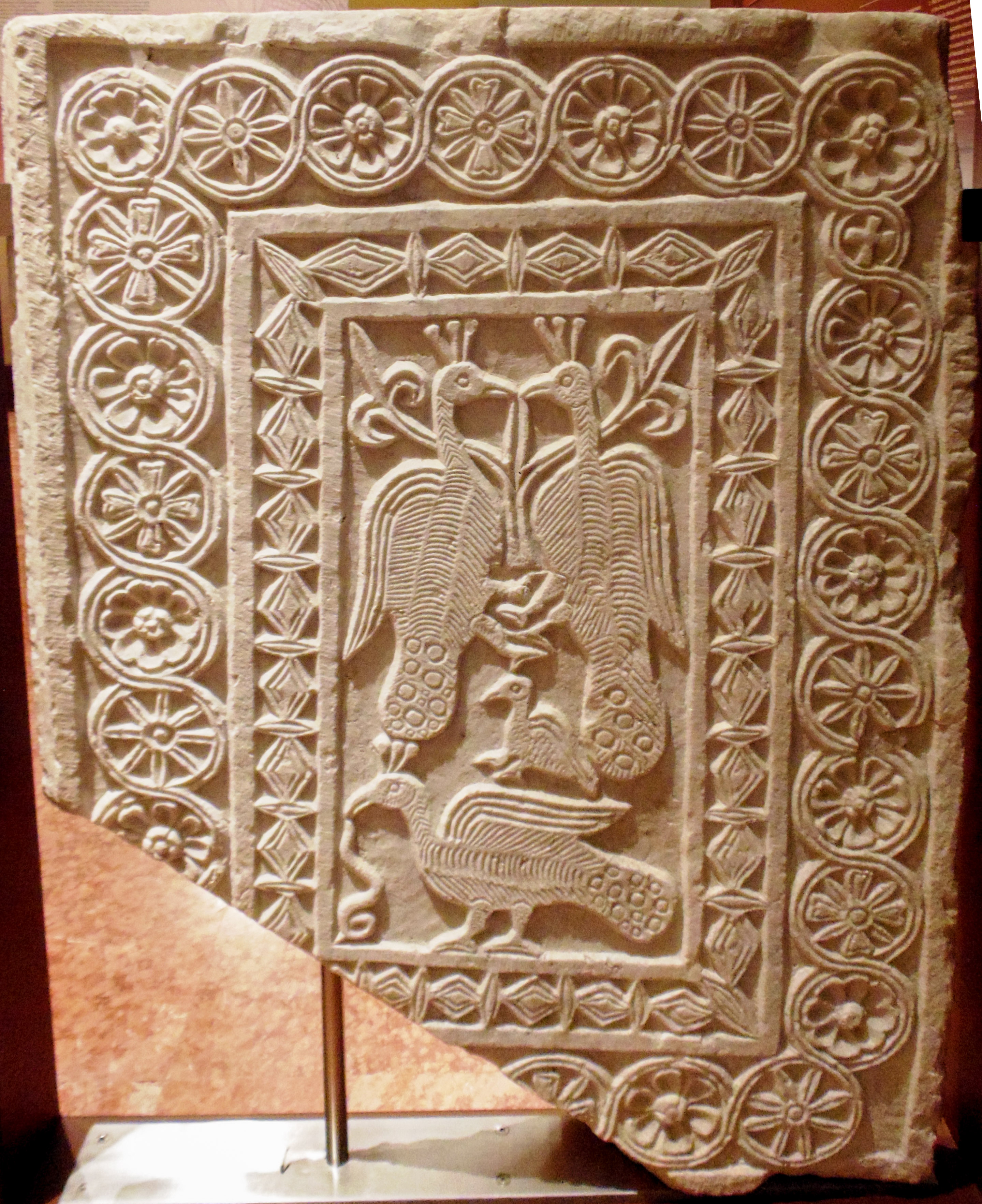
Panneau de marbre byzantin : croix grecque et paons affrontés. Église d'Agios Gregorios le Théologien, Thèbes. 871/872 apr. J.-C.[16].